# Confissão de Fé de Westminster
A Confissão de Fé de Westminster é uma confissão de fé reformada, de orientação calvinista. Adotada por muitas igrejas presbiterianas e reformadas ao redor do mundo, esta Confissão de Fé foi produzida pelos teólogos de Westminster com o propósito de promover uniformidade na adoração e nas doutrinas da igreja.

## História
A Confissão de Westminster foi produzida pela Assembleia de Westminster, convocada pelo Parlamento inglês em 1643, durante a Guerra Civil Inglesa. A Assembleia de Westminster  (1643-1649) constituiu o ponto culminante da elaboração confessional reformada. Os documentos teológicos que dela resultaram, a Confissão de Fé e os Catecismos Maior e Breve, tornaram-se os padrões doutrinários mais aceitos pelos reformados ao redor do mundo. A famosa assembléia foi uma das principais contribuições dos puritanos, os calvinistas ingleses. Há quase um século eles vinham lutando sem sucesso por uma reforma profunda na Igreja da Inglaterra (Anglicana). Na década de 1640, os puritanos ganharam o controle do Parlamento inglês e entraram em guerra contra o rei Carlos I, que queria manter o sistema episcopal.

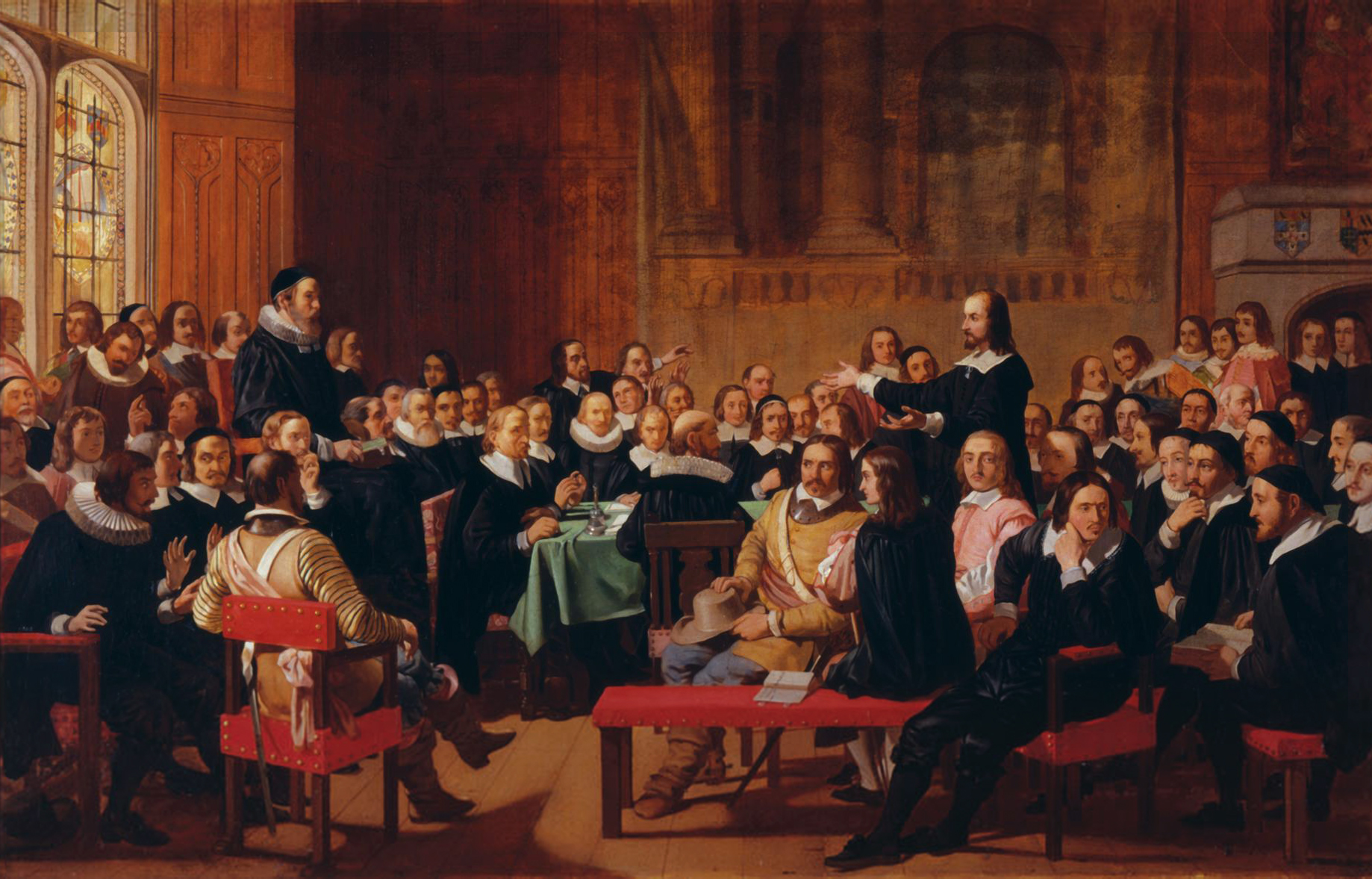
Assembleia de Westminster

Esse Parlamento calvinista convocou a Assembléia de Westminster, que se reuniu na famosa abadia de Westminster. Seus integrantes foram cerca de 120 ministros puritanos, ao lado de uns poucos, mas influentes, presbiterianos escoceses. Após extensos debates, o texto da confissão foi concluído no final de 1646. Posteriormente foram incluídas as passagens bíblicas de apoio, ocorrendo em 1648 a aprovação final do Parlamento. Seu título era: “Artigos de religião cristã, aprovados e sancionados por ambas as casas do Parlamento, segundo o conselho da Assembléia de teólogos ora reunida em Westminster por autoridade do Parlamento”. Foi adotada pela Igreja da Escócia em 1647, por vários corpos presbiterianos americanos e ingleses (com algumas modificações) e por alguns Congregacionais e Batistas.
Baseada nos Artigos de Religião Irlandeses (1615), ela também sofreu forte influência da tradição Reformada continental e na herança dos credos da Igreja Cristã primitiva. Um consenso teológico do calvinismo internacional em sua formulação clássica, consiste em 33 capítulos, e fornece uma visão dos pontos de vista reconhecidos pela ortodoxia reformada da época, tais como a autoridade das Escrituras, as doutrinas quanto à Trindade e a Cristo, bem como as visões calvinistas quanto às alianças de Deus com o homem, os sacramentos e o sacerdócio.